# Oktiabrski (Kurgáninsk, Krasnodar)
Oktiabrski (del ruso: Октябрьский), es un posiólok del raión de Kurgáninsk del krai de Krasnodar, en Rusia. Está situado en la región entre las llanuras de Kubán-Priazov y las estribaciones septentrionales del Cáucaso, 23 km al noroeste de Kurgáninsk y 136 km al este de Krasnodar. Tenía 1 407 habitantes en 2010
Es cabeza del municipio Oktiábrskoye, al que pertenecen asimismo Vostochni, Komsomolski, Mira y Séverni.